# Geheimdiplomat Bundeskanzler – Wie Helmut Kohl die Stasi narrte
Geheimdiplomat Bundeskanzler – Wie Helmut Kohl die Stasi narrte ist ein Dokumentarfilm von Claus Räfle aus dem Jahr 2024, der von WDR, NDR und arte gemeinsam produziert wurde. Der Film zeigt die Stationen eines inoffiziellen Kurzbesuchs des damaligen Bundeskanzlers Helmut Kohl in der Deutschen Demokratischen Republik (DDR) vom 27. bis 29. Mai 1988. Der Besuch fand etwa ein Jahr vor der überraschenden Öffnung der DDR-Grenzen nach Westen und der folgenden deutschen Wiedervereinigung statt, die zu diesem Zeitpunkt niemand erwartete. 
Zu dieser Visite kam es durch eine Einladung bei dem Staatsbesuch Erich Honeckers in Bonn im Jahr 1987, allerdings ohne protokollarische Besonderheiten/Ehrungen. Der Film arbeitet überwiegend mit Standfotos aus der Zeit und Interviews mit seinen Reisebegleitern Wolfgang Bergsdorf, Friedhelm Ost, Eckhard Seeber sowie Zeitzeugen aus der DDR und dem Historiker Jan Schönfelder.
Der Film basiert auf den Vorarbeiten in dem Buch von Jan Schönfelder und Rainer Erices über den Besuch von 2006, in dem Interviews von Zeitzeugen mit den früher geheimen Berichten der DDR-Staatssicherheit an die Parteiführung konfrontiert werden.
Kohl bezeichnete diese Reise ohne formelle protokollarische Begegnungen mit der DDR-Führung später als eine der bewegendsten Reisen seines Lebens. Sie steht damit historisch betrachtet durchaus im Spannungsfeld zum DDR-Besuch in Erfurt von Willy Brandt im Jahr 1970.

## Reiseverlauf
Während der Reise übernachtete Kohl im Hotel Elephant in Weimar und im Hotel Bellevue in Dresden. Er besuchte den Gothaer Markt, den Erfurter Dom und das dortige katholische Priesterseminar, die Innenstadt von Weimar, die Straße der Befreiung in Dresden, ein  Fußballoberligaspiel von Dynamo Dresden gegen den FC Carl Zeiss Jena und eine Aufführung des Tannhäuser in der Semperoper. Kohl durchkreuzte die aufwändigen Versuche der Staatssicherheit, ihn von der Bevölkerung der DDR zu isolieren, durch eine unvorhersehbare und unkonventionelle Wahl der besuchten Orte und Plätze. Dadurch trafen immer wieder DDR-Bürgerinnen und -Bürger im Stadion oder bei Spaziergängen unvermittelt mit Kohl und seiner Begleitung zusammen und führten Gespräche mit ihm oder ließen sich fotografieren. Das dadurch zum Ausdruck gebrachte Interesse an Kohl und einer gesamtdeutschen Identität war für ihn ein wichtiger Indikator für die Stimmungslage in der Bevölkerung.
Zwei Personen im Film berichten von der heimlichen Übergabe zahlreicher Briefe an den Kanzler.

## Hintergrund
Nach jahrelangen Verhandlungen konnte 1987 Erich Honecker, Staatsratsvorsitzender und Generalsekretär des ZK der SED, als erstes DDR-Staatsoberhaupt vom 7. bis 11. September 1987 offiziell die Bundesrepublik besuchen. Dabei sprach Honecker in Bonn eine Einladung zu einem offiziellen Besuch der DDR an Bundeskanzler Kohl aus. Diese wollte der Kanzler aus politischen Gründen damals jedoch nicht offiziell erwidern. 
So kam es, dass Kohl eine „Privatreise“ in die DDR mit seiner Frau Hannelore, dem Sohn Peter und zwei politischen Beratern vom 27. bis 29. Mai 1988 unternahm – vereinbarungsgemäß ohne Presseankündigung und Journalistenbegleitung. Das Hauptziel sei der Besuch des Fußballspiels aus weitgehend privaten Interessen. Ihm wurden dazu Freiheiten in der Auswahl der Reiseroute und von Veranstaltungsbesuchen eingeräumt. Die DDR stellte Personenschützer des Staatsratsvorsitzenden zu seiner Sicherheit zur Verfügung, die nicht vorab über Details des Reiseablaufs informiert wurden.